# Artocarpus obtusus
Artocarpus obtusus är en mullbärsväxtart som beskrevs av Jarrett. Artocarpus obtusus ingår i släktet Artocarpus och familjen mullbärsväxter. Inga underarter finns listade i Catalogue of Life.